# King Blank
King Blank es una película estadounidense del género drama de 1983, dirigida por Michael Oblowitz, que a su vez la escribió junto a Rosemary Hochschild, musicalizada por Anton Fig, en la fotografía estuvo Michael Oblowitz y los protagonistas son Rosemary Hochschild, Ron Vawter y Will Patton, entre otros. Este largometraje fue producido por King Blank Productions y se estrenó el 10 de marzo de 1983.

## Sinopsis
Un matrimonio pasa dos días en un cuarto de motel en el aeropuerto Kennedy, en la ciudad de Nueva York, ellos tienen un porvenir adverso, el esposo está obsesionado, inmerso en una red de delirios psicóticos, y su mujer es una inmigrante.